# L'ombra del sicomoro
L'ombra del sicomoro (titolo originale Sycamore Row) è un romanzo di John Grisham del 2013, ed è il sequel del suo primo romanzo Il momento di uccidere.
Il romanzo è un giallo giudiziario alla maniera tipica di Grisham che si svolge nello stato del Mississippi sul finire degli anni ottanta del XX secolo.

## Trama
Seth Hubbard, vecchio scorbutico di Ford County, si impicca ad un albero dopo anni di lotta con il cancro e il suo testamento olografo giunge, per sua sorpresa, all'avvocato Jack Brigance (protagonista di "Il Momento di Uccidere"). L'uomo ha, misteriosamente, escluso quasi tutti i suoi familiari dal testamento: gli unici beneficiari sono il fratello Ancil, ormai scomparso da tempo, la chiesa locale e la sua cameriera afroamericana Lettie Lang. Dopo meticolosi accertamenti, però, risulta che il patrimonio di Seth consiste in svariati milioni di dollari: la cifra scatena una feroce battaglia legale che vedrà nuovamente coinvolto Jake dopo i fatti del caso Hailey, a difesa di un segreto che Seth aveva covato per anni.

## Edizioni
- John Grisham, L'ombra del sicomoro, traduzione di N. Lamberti e G. L. Staffilano, Omnibus, Mondadori, 2013,  pp. 535, cap. 48, ISBN 978-88-04-63650-2.